# Jeff Williams (lekkoatleta)
Jeffrey „Jeff” Williams (ur. 31 grudnia 1965 w Los Angeles) – amerykański lekkoatleta, specjalizujący się w biegach sprinterskich, uczestnik letnich igrzysk olimpijskich w Atlancie (1996).

## Sukcesy sportowe
- mistrz Anglii w biegu na 200 metrów – 1993[1]

| Rok  | Miasto   | Zawody                   | Konkurencja   | Wynik         |
| ---- | -------- | ------------------------ | ------------- | ------------- |
| 1990 | Seattle  | Igrzyska Dobrej Woli     | bieg na 200 m | 4. miejsce    |
| 1991 | Hawana   | Igrzyska panamerykańskie | bieg na 200 m | brązowy medal |
| 1995 | Göteborg | Mistrzostwa świata       | bieg na 200 m | brązowy medal |
| 1996 | Atlanta  | Igrzyska olimpijskie     | bieg na 200 m | 5. miejsce    |

## Rekordy życiowe
- bieg na 50 metrów (hala) – 5,78 – Los Angeles 15/02/1992
- bieg na 60 metrów (hala) – 6,74 – Erfurt 05/02/1997
- bieg na 100 jardów – 9,42 – Fresno 09/04/1994
- bieg na 100 metrów – 10,02 – Atlanta 14/06/1996
- bieg na 200 metrów – 19,87 – Fresno 13/04/1996
- bieg na 200 metrów (hala) – 20,40 – Liévin 18/02/1996
- bieg na 300 metrów – 32,47 – Azusa 24/03/1990